# Eremias persica
Eremias persica este o specie de șopârle din genul Eremias, familia Lacertidae, ordinul Squamata, descrisă de Blanford 1875. Conform Catalogue of Life specia Eremias persica nu are subspecii cunoscute. Este nativă în sudul Azerbaijanului, majoritatea Iranului, sudul Turkmenistanului, Afganistan și vestul Pakistanului.